# Gyalu község
Gyalu község (románul: Comuna Gilău) község Kolozs megyében, Romániában. Központja Gyalu, beosztott falu Hidegszamos. 1984-ig idetartozott Melegszamos is, de a falut a tarnicai víztározó építésekor megszüntették. 2008 óta Kolozsvár metropolisztérség része.

## Fekvése
Az Erdélyi-középhegység északkeleti lábánál, Kolozsvártól 15 kilométerre helyezkedik el. Szomszédos községek: nyugaton Kisbács és Magyargorbó, keleten Szászfenes, délkeleten Tordaszentlászló, délen és délnyugaton Reketó és Havasnagyfalu, nyugaton Magyarkapus.

## Népessége
A 2011-es népszámlálás adatai alapján a község népessége 8300 fő volt, ami növekedést jelent a 2002-ben feljegyzett 7861 főhöz képest. A lakosság többsége román (79,35%), emellett élnek a községben magyarok (8,7%) és romák (7,78%). Vallási hovatartozás szempontjából a lakosok többsége ortodox (77,36%), és jelen vannak a reformátusok (9,06%), pünkösdisták (3,84%), baptisták (2,89%) és görögkatolikusok (1,05%).

## Nevezetességei
A községből az alábbi épületek szerepelnek a romániai műemlékek jegyzékében:
- a gyalui Gallus-kúria (LMI-kódja CJ-II-m-B-07672)
- a gyalui vár (CJ-II-m-B-07673)
- a hidegszamosi Szentlélek alászállása fatemplom (CJ-II-m-B-07764)

Országos jelentőségű természetvédelmi területek:
- Kőfejtő

Megyei jelentőségű természetvédelmi területek:
- Gát a Meleg-Szamoson
- Tárnicai tó
- Hideg-Szamos völgye

## Híres emberek
- Gyaluban született 1866. november 24-én Gyalui Farkas művelődés- és irodalomtörténész, könyvtártudományi szakíró, publicista, szépíró
- A gyalui szanatóriumban halt meg 1941. június 16-án Sértő Kálmán költő és író.